# Fjugesta
Fjugesta – miejscowość (tätort) położona na terenie gminy Lekeberg w regionie administracyjnym Örebro w Szwecji.

## Opis
Oddalona o ok. 27 kilometrów od Örebro. Po podziale i oddzieleniu się od gminy Örebro, który nastąpił w 1995 roku, Fjugesta jest główną miejscowością w gminie Lakeberg. Na południe od miejscowości znajdują się ruiny, założonego w XII wieku klasztoru Riseberga. Ruiny klasztoru położone są na obszarze historycznej krainy Närke. Na koniec 2015 roku miejscowość zamieszkiwało 2160 osób.